# Erannis golda
Erannis golda är en fjärilsart som beskrevs av Alexander Michailovitsch Djakonov 1929. Erannis golda ingår i släktet Erannis och familjen mätare. Inga underarter finns listade i Catalogue of Life.